# Horten Ho 229

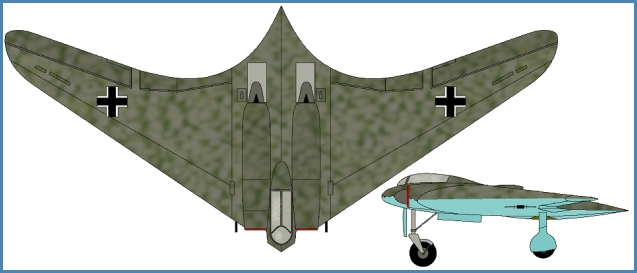
KN Horten Ho9V3 Go229 1945.

El Horten Ho-IX (a menudo llamado Gotha Go 229 o Ho 229) fue un prototipo de cazabombardero que llegó tarde a la Segunda Guerra Mundial, diseñado por los hermanos Horten  —pioneros en aviones de ala total sin cola y oficiales de la Luftwaffe— y construido por Gothaer Waggonfabrik AG. Se trata del desarrollo favorito personal del jefe de la Luftwaffe alemana, el Reichsmarschall Hermann Göring, y fue la única aeronave en acercarse más a la satisfacción de su requisito de prestaciones «1000, 1600, 1000»: transportar 1000 kilogramos de explosivos una distancia de 1600 kilómetros a una velocidad de 1000 kilómetros por hora.

## Historia y desarrollo

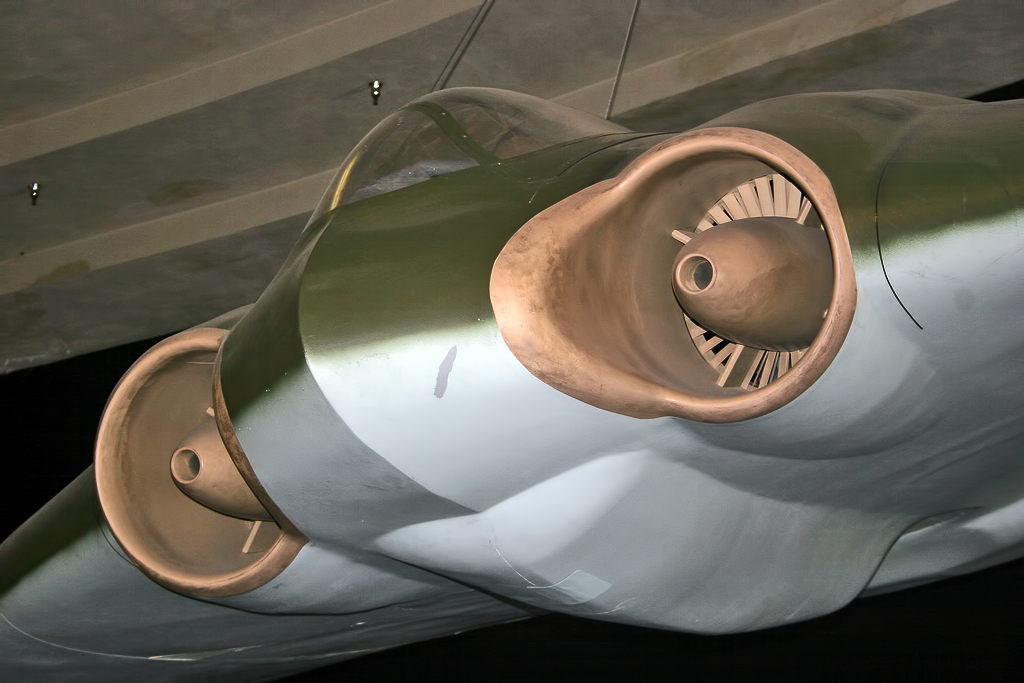
Réplica de un Horten Ho 229

A principios de los años 1930 los hermanos Reimar y Walter Horten, maestros en el diseño de aviones sin unidad de cola se interesaron en el diseño del ala volante  como método para mejorar el rendimiento de los planeadores. Realizaron inicialmente, hacia 1931, una serie de veleros. El gobierno alemán estaba financiando clubes de planeadores en ese momento debido a que la producción de aviones militares estaba prohibida por el Tratado de Versalles tras la Primera Guerra Mundial. El diseño de ala volante eliminaba cualquier «resistencia innecesaria», y las superficies, al menos en teoría, tienen poca resistencia al avance. Un ala volante permite una configuración con desempeño similar a un planeador con alas que son más cortas, y por tanto resistentes, y sin la necesidad de sufrir la resistencia al avance que impone el fuselaje.

### Proyecto 1000x3
En 1943, el Reichsmarschall Göring publicó una solicitud de propuestas de diseño para producir un caza-bombardero que fuese capaz de transportar 1000 kg de bombas a al menos 1600 km de distancia, y a 1000 km/h: el Proyecto 1000x3. Bombarderos convencionales alemanes podrían alcanzar centros de mando aliados en Gran Bretaña, sin que se sufrieran pérdidas devastadoras a manos de los cazas aliados. En ese momento no había forma de cumplir estos objetivos.
Los Horten consideraban que la baja resistencia de vuelo del diseño del ala podía cumplir todos los objetivos: mediante la reducción de la resistencia aerodinámica, la potencia de crucero puede ser reducida hasta el punto de cumplir otros requisitos. Presentaron su proyecto privado (y celosamente vigilado), el Ho IX, como base del bombardero. El Ministerio del Aire del Reich (Reichsluftfahrtministerium) aprobó la propuesta Horten, pero ordenó la adición de dos cañones de 30 mm, ya que consideraban que los aparatos también podrían ser útiles como cazas debido a que su velocidad máxima estimada seguía siendo significativamente más alta que la de cualquier aeronave aliada.

### Construcción mayoritariamente de madera
El Ho 229 fue construido en forma mixta, sección central y cabina del piloto en estructura de tubos de acero y el resto de madera. El uso de la madera se debe a la escasez de aleaciones ligeras como el duraluminio. Se añadió carbón (conductor eléctrico) a los contrachapados y a la pintura para atenuar su visibilidad ante el radar británico, convirtiéndose en uno de los pioneros del sigilo aéreo, junto con el DH-98 Mosquito. Además, los Horten debieron fortalecer la madera contrachapada para el vuelo transónico. El control del aparato se efectuaba mediante elevones (alabeo y profundidad), dirección (mediante aerofrenos en las puntas de las alas) y flaps. El avión tenía un tren de aterrizaje retráctil triciclo y un paracaídas de freno para los aterrizajes. El piloto se sentaba sobre un primitivo asiento de eyección impulsado por un resorte.

### Pruebas y evaluación
El primer Ho IX V1, que fue un planeador  -especialidad hasta entonces de los hermanos Horten- sin motor, voló el 1 de marzo de 1944. Lo siguió en diciembre de 1944 el Ho IX V2 con motor Jumo 004 (el motor BMW 003 era el escogido pero no estaba disponible en el momento). Göring creyó inmediatamente en el diseño y ordenó producir una serie de 40 aviones en Gotha  como el RLM Ho 229 antes de que se designara con su nombre definitivo.
El programa se resintió cuando el único Ho IX V2 se estrelló después de que un motor se detuviera a 8.800 m,  el 18 de febrero de 1945 tras solo dos horas de vuelo,  el piloto de pruebas, Erwin Ziller intentó salvar el prototipo, pero se estrelló en las afueras de la pista y salió lanzado fuera del aparato, muriendo dos semanas más tarde a consecuencia de sus heridas, ya que se estampó contra un árbol o un poste de madera. 
A pesar de este hecho, se ordenó la fabricación de más de 20 prototipos y aviones de preproducción. El 12 de marzo de 1945, el Ho 229 se incluyó en la Jäger-Notprogramm para acelerar de la producción de armas de bajo costo.

### Operación Paperclip

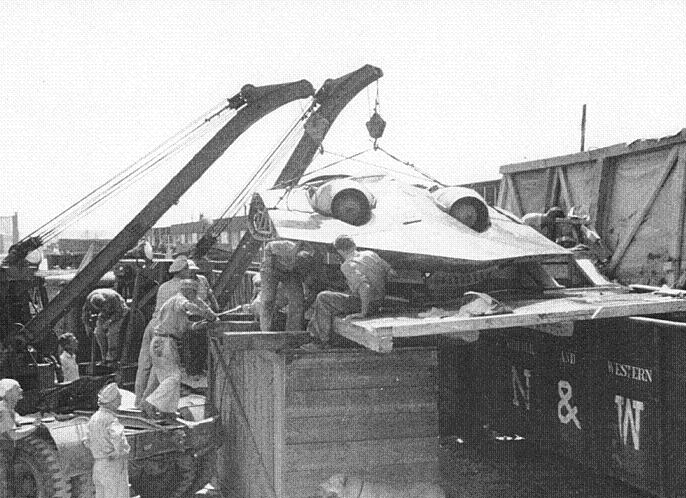
Estadounidenses descargando el Horten Ho 229 V3 capturado.

Durante las etapas finales de la guerra, militares de los EE. UU. iniciaron la Operación Paperclip, un esfuerzo de diversos organismos de inteligencia para apropiarse de armas avanzadas de investigación alemanas, y para evitar que dicha tecnología cayera en manos de las tropas soviéticas. Un planeador y el Horten Ho 229 V3, que estaba en el montaje final, fueron recuperados y enviados a Northrop Corporation en los Estados Unidos para su evaluación.

### Preservados en la actualidad
El pequeño prototipo de Northrop (N9M-B) y un ala planeador de vuelo Horten (Ho IV) se encuentran en el museo de Aviones de la Fama en el sur de California. El único fuselaje superviviente de Ho 229, el V3, se halla expuesto en la Sala Paul E. Garber del Museo Nacional del Aire y el Espacio en Suitland, Maryland. Varias células parcialmente construidas fueron destruidas por los estadounidenses para evitar su captura por las fuerzas soviéticas que procedían a la ocupación de Alemania en 1945. El Ho 229 fue capturado por el VIII Cuerpo del General Patton.

## Variantes
- Ho IX V1 planeador, construido y 1 en vuelo.
- Ho IX V2 Primer prototipo, construido y 1 en vuelo.

### Evolución Gotha
- Ho 229 V3
  - Tomas de aire revisadas. 1 capturado en producción.
- Ho 229 V4
  - Solo diferencias menores a V3, construido en Friedrichroda, solo el marco tubular terminado.
- Ho 229 V5
  - Solo diferencias menores a V3, construido en Friedrichroda, solo el marco tubular terminado.
- Ho 229 V6
  - Versión monoplaza definitiva, maqueta en Ilmenau.

### Acontecimientos del Horten
- Ho IX b (también designado V 6 y el 7 por V Horten)
  - Entrenador de combate o nocturno de dos asientos — no construido.
- Ho 229A-0
  - Versión de combate de producción acelerada basada en el Ho 229 V6, no construido.

## Especificaciones (Horten Ho IX 229 -Gotha Go 229-)
Referencia datos: 

### Características generales
- Tripulación: 1 piloto
- Carga: 2000 kg (4408 lb) bombas
- Longitud: 7,77
- Envergadura: 16,75
- Altura: 2,8 m (9,2 ft)
- Peso vacío: 4600 kg (10 138,4 lb)
- Peso cargado: 9000 kg (19 836 lb)
- Planta motriz: 2× Turborreactores Junkers Jumo 004B (diseño final).
  - Empuje normal: 8,8 kN (900 kgf; 1984 lbf) de empuje lineal cada uno.

    - Diseño inicial: 2x Hirth de 60 kW (80 HP; 81 CV) de empuje cada uno.
    - Diseño siguiente: 2x Argus de 179 kW (240 HP; 243 CV) de empuje cada uno.

### Rendimiento
- Velocidad máxima operativa (Vno): 977 km/h (607 MPH; 528 kt) a 12000 metros de altitud.
- Alcance: 1900 km
- Radio de acción: km
- Alcance en ferry: km
- Techo de vuelo: 16 000 m (52 493 ft)

### Armamento
- Cañones: 4× Mk 103 o Mk 108 de 30 mm
- Puntos de anclaje: 2 para cargar una combinación de:  
  - Bombas: 2 bombas SC de 1000 kg
en afustes subalares cada una.

### Desarrollos relacionados
- Horten Ho XVIII

### Aeronaves similares
Estados Unidos
- Northrop N-1M
- Northrop N-9M
- Northrop YB-35
- Northrop YB-49
- Lockheed Martin RQ-170 Sentinel

### Secuencias de designación
- Sistema de designación aeronaves del RLM: ← Ho 226 · Fg 227 · DFS 228 · Ho 229 · DFS 230 · Ar 231 · Ar 232 →

### Listas relacionadas
- Anexo:Aeronaves militares de Alemania en la Segunda Guerra Mundial